# Neopets: The Darkest Faerie
Neopets: The Darkest Faerie, lançado em novembro de 2005, é um jogo eletrônico de ação e aventura para Playstation 2, baseado no universo de Neopets. O jogo respondia ao sucesso do site virtual neopets.com para "bichinhos virtuais".

## Recepção
O jogo recebeu críticas "mistas" de acordo com o website agregador de críticas Metacritic.